# La orilla de mi pelo
La orilla de mi pelo es el octavo álbum de estudio de Niña Pastori. Con este álbum deja atrás el flamenco clásico y se centra más en el pop rock, acompañando sus canciones con la guitarra acústica y eléctrica. Cuenta con 11 temas inéditos, incluyendo los sencillos "La orilla de mi pelo" y "Cuando te beso". El álbum fue ganador de un Grammy Latino.

## Listado de canciones
1. Y para qué... - 3.53
2. La orilla de mi pelo - 3.33
3. Pa' los santos - 4.02
4. Armadura - 3.36
5. Que no te corten las alas - 5.03
6. Cuando te beso - 3.35
7. Hablo contigo - 4.03
8. La ciudad - 3.43
9. No digas no - 4.55
10. Somos la magia - 2.39
11. Y para qué... (Asere) - 6.23

## Sencillos
1. La orilla de mi pelo - 3.33
2. Cuando te beso - 3.35

## Equipo
- Voz: Niña Pastori y Chaboli (9)
- Letra y música: Niña Pastori y Chaboli
- Arreglos: Antonio Ramos (1), Alfonso Pérez (1), Chaboli (2 - 9; 11), Adrián Schinoff (4).
- Batería: Nathaniel Townsley (1 - 2; 4 - 9)
- Bajo: Antonio Ramos (1 - 9)
- Teclados: Alfonso Pérez (1 - 3; 8 - 9), Chaboli (4 - 7), Adrián Schinoff (4)
- Guitarra acústica: Jan Ozveren (1 - 2; 4 - 5; 7), Chaboli (1; 6; 8 - 9; 11)
- Guitarra eléctrica: Jan Ozveren (1 - 2; 4 - 5; 7), Chaboli (3; 6; 8)
- Guitarra flamenca: Chaboli (1; 5; 10), Ramón Torres (10)
- Percusión: Chaboli (1 - 3; 5 - 6; 9), Ramón Torres (3; 9), Lolo "el pájaro" (5; 8)
- Coros: Niña Pastori (1 - 2; 6; 9; 11), Antonia Nogaredo (1 - 2; 6; 9; 11), Samara Amaya (1 - 2; 6; 9; 11), Luis Carrasco "Periquín" (1 - 2; 5 - 6; 9; 11), Luis Quito (1 - 2; 5 - 6; 9; 11), Chaboli (1 - 2; 5; 9; 11), "El niño de camas" (5), Alain Pérez (11)

- Datos: Q56208903